# 遠軽中央インターチェンジ
遠軽中央インターチェンジ（えんがるちゅうおうインターチェンジ）は、北海道紋別郡遠軽町東町1丁目に建設中の旭川紋別自動車道のインターチェンジである。名称は仮称である。

## 道路

### 本線
- E39 旭川紋別自動車道（遠軽上湧別道路）

## 歴史
- 2021年（令和3年）3月30日 : 遠軽IC - 上湧別IC間新規事業化[1]。

## 周辺
- 遠軽町中心部
  - 遠軽駅
  - 遠軽町役場
  - 遠軽町武道館
- 陸上自衛隊遠軽駐屯地

## 接続する道路
- 北海道道244号遠軽芭露線

## 隣
E39 旭川紋別自動車道（遠軽上湧別道路）
(9) 遠軽IC - 遠軽中央IC（仮称・事業中） - 上湧別IC（仮称・事業中）